# Trou du Cru
Trou du Cru es un queso francés fuerte y picante, desarrollado por el fabricante de quesos Robert Berthaut a inicios de la década de los 1980s.  Es un tipo de queso Époisses de leche de vaca pasteurizada hecha en la región de Borgoña.
El queso de pasta blanda es de un color amarillo marfil y con una corteza comestible de color naranja. Durante cuatro semanas, en el tiempo de su maduración, cada queso pequeño se lava individualmente con Marc de Bourgogne, un aguardiente local fuerte, que imparte un cierto sabor a paja al queso.
El Trou du Cru se moldea en rondas pequeñas (1,5 pulgadas, 60 gramos), empaquetadas en envases de papel; y en ruedas medianas (4.5 pulgadas, 250 gramos), empaquetadas en contenedores de madera.